# Jeremías, Pies de Plomo
Jeremías, Pies de Plomo es el tercer álbum del grupo argentino Vox Dei, publicado en 1972, por la discográfica Disc Jockey.

## Grabación y contenido
Es el primer disco de Vox Dei grabado como un power trío, después de la salida del guitarrista y miembro fundador "Yodi" Godoy en 1971. 
Previamente a la producción de este LP la banda había grabado para el sello Disc Jockey el simple "Dónde has estado todo este tiempo / Tan sólo un hombre" con el guitarrista Nacho Smilari. 
El simple fue editado en 1971, aunque Smilari se alejaría poco después.
De este álbum fueron lanzados como simples "Jeremias, Pies de Plomo" y "Ritmo y blues con armónicas". En algunas ediciones, "Detrás del vidrio" aparece como una canción unida, juntando sus partes I y II.
En 1993, la discográfica "Diapasón" relanzó a la venta el álbum en CD, junto con todo el catálogo de la banda en el sello Disc Jockey.

## Canciones
- Todas las canciones fueron compuestas por Ricardo Soulé, excepto las indicadas.

Lado A
1. "Jeremías, Pies de Plomo" (Ricardo Soulé, Willy Quiroga) - 4:34
2. "Detrás del vidrio, Pt 1" - 3:36
3. "Detrás del vidrio, Pt 2" - 3:21
4. "Juntando semillas en el suelo" (Ricardo Soulé, Willy Quiroga) - 2:44
5. "Sin separarnos más" - 4:31

Lado B
1. "Ahora es el preciso instante"  (Willy Quiroga)- 3:24
2. "Ritmo y blues con armónicas"  - 4:31
3. "Esta noche no parece igual"  (Willy Quiroga) - 2:55
4. "Por aquí se te echó de menos" - 4:16

## Banda
- Willy Quiroga - Bajo, guitarra acústica, voz
- Ricardo Soulé - Voz, guitarra eléctrica, acústica y slide, armónica, violín, bajo
- Rubén Basoalto - Batería, percusión

Otros
- Calambre's - Piano
- Norberto Orliac - Ingeniero
- Rubén Martínez, Vox Dei - Arte de tapa
- Federico - Fotografía